# Kanna (Gunma)
Kanna (jap. 神流町 Kanna-machi) – miasto w Japonii, na wyspie Honsiu, w prefekturze Gunma. Według danych na rok 2020 miejscowość zamieszkiwało 1 645 mieszkańców , a gęstość zaludnienia wyniosła 14,4 os./km².